# Yolande Ekoumou Samba
Yolande Ekoumou Samba, est une conceptrice, réalisatrice, productrice et responsable de la fiction à la CRTV.

## Biographie

### Etudes
Elle a fait ses études à l'université de Valenciennes arts plastiques en audiovisuel puis il entre à l'université d'Aix-Marseille où elle fait des études DESS management de la communication audiovisuelle.  

### Carrière
En 1994, elle commence sa carrière à la crtv où elle pilote le service de fiction pendant plusieurs années. 

## Filmographie
- 2011 : Douala, la prison du football[3].
- 2010 : Bantous vont au cinéma (Les)- Bantous Aba'a Ekang[3].
- 2000 : Tiga, l'héritage[3].

## Prix
- 2e prix du meilleur personnel administratif[4].